# 가상칠언

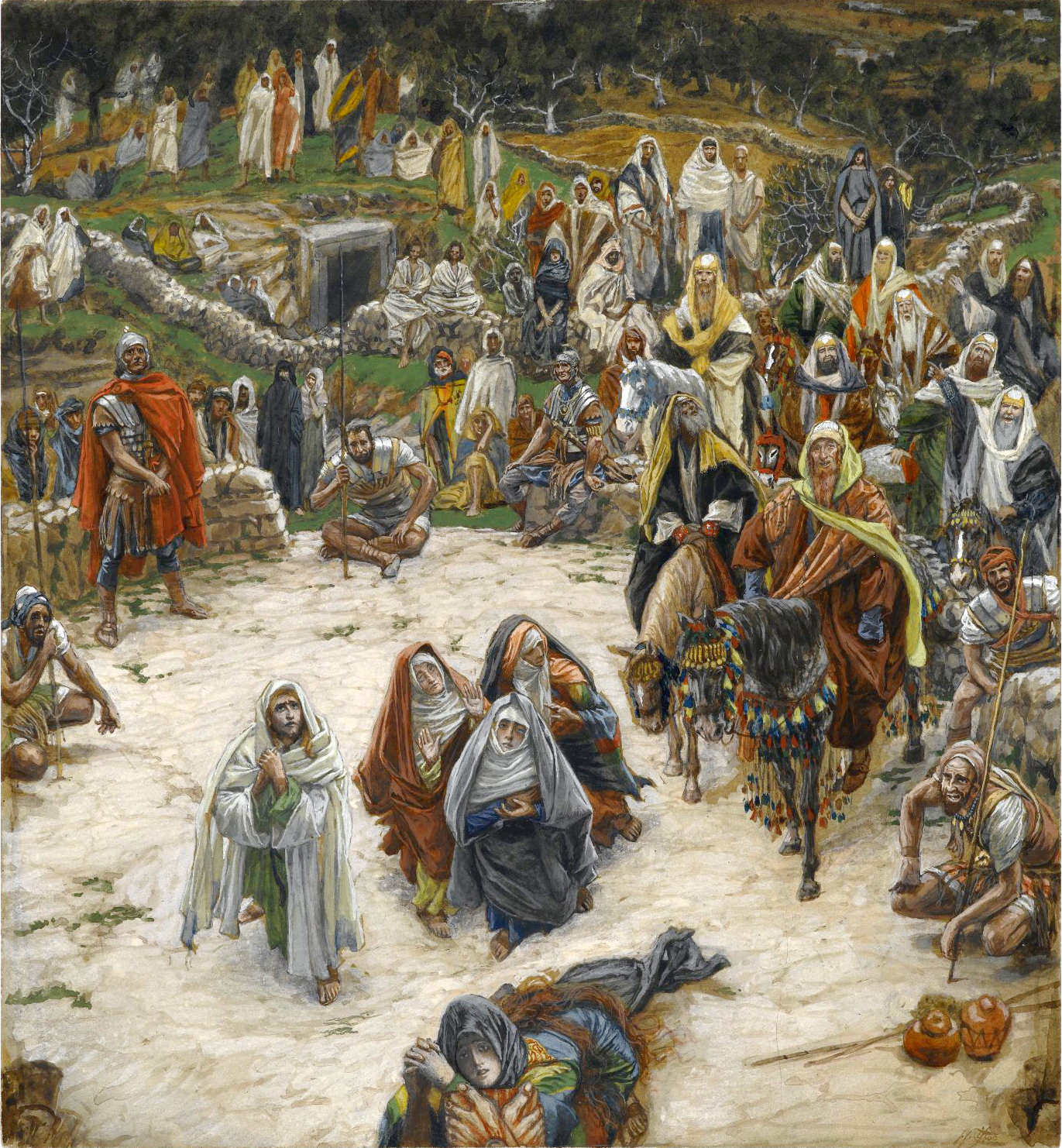
십자가에 매달린 예수의 시선으로 십자가형을 그려낸 제임스 티소의 1890년 작품.

가상칠언(架上七言)은 예수 그리스도가 십자가형을 받으며 남겼다고 정경 복음서에서 전하는 일곱 문장이다. 마태오의 복음서와 마르코의 복음서에서는 예수가 야훼를 향해 절규하는 장면이 나타난다. 루가의 복음서에서는 자신을 십자가에 못 박은 자들을 용서하고, 회개한 강도를 안심시키며, 자신의 영혼을 성부에게 맡긴다. 요한의 복음서에서는 어머니에게 말을 건네고, 목마름을 호소하며, 자신의 지상 삶이 끝났음을 선언한다. 예수의 십자가형이라는 하나의 사건을 두고 서로 다른 여러 구절들을 결합하여 하나의 서사를 만드는 "복음서 조화"의 대표적인 사례이다.
16세기 이후로 성금요일 설교에서 널리 사용되었으며, 신학적 분석을 다룬 저서들도 다수 집필되었다. 또한 가톨릭, 개신교 및 기타 기독교 전통의 전례에서도 중요한 입지를 차지하고 있다. 요제프 하이든이나 하인리히 쉬츠 등의 작곡가가 이 주제로 오라토리오를 작곡하기도 했다.

## 내용
| 헬라어 원문                                                                              | 공동번역성서 개정판                                                             | 마태오 | 마르코 | 루가  | 요한     | 신학적 분류 |
| ---------------------------------------------------------------------------------------- | ------------------------------------------------------------------------------- | ------ | ------ | ----- | -------- | ----------- |
| Πάτερ, ἄφες αὐτοῖς, οὐ γὰρ οἴδασιν τί ποιοῦσιν                                           | 아버지, 저 사람들을 용서하여 주십시오! 그들은 자기가 하는 일을 모르고 있습니다. |        |        | 23:34 |          | 용서        |
| Ἀμήν σοι λέγω, σήμερον μετ' ἐμοῦ ἔσῃ ἐν τῷ παραδείσῳ                                     | 오늘 네가 정녕 나와 함께 낙원에 들어갈 것이다.                                  |        |        | 23:43 |          | 구원        |
| Γύναι, ἴδε ὁ υἱός σου / Ἴδε ἡ μήτηρ σου                                                  | 어머니, 이 사람이 어머니의 아들입니다. 이분이 네 어머니시다.                    |        |        |       | 19:26–27 | 관계        |
| ἔστιν θεέ μου θεέ μου ἱνατί με ἐγκατέλιπες / ὁ θεός μου ὁ θεός μου εἰς τί ἐγκατέλιπές με | 나의 하느님, 나의 하느님, 어찌하여 나를 버리셨나이까?                           | 27:46  | 15:34  |       |          | 버려짐      |
| Διψῶ                                                                                     | 목마르다.                                                                       |        |        |       | 19:28    | 고난        |
| Τετέλεσται                                                                               | 이제 다 이루었다.                                                               |        |        |       | 19:30    | 승리        |
| Πάτερ, εἰς χεῖράς σου παρατίθεμαι τὸ πνεῦμά μου                                          | 아버지, 제 영혼을 아버지 손에 맡깁니다!                                         |        |        | 23:46 |          | 연합        |

### 1. 아버지, 저 사람들을 용서하여 주십시오! 그들은 자기가 하는 일을 모르고 있습니다.
오전 9시에 십자가에 붙여졌을 때의 말이다. 이 예수의 기원은 유력한 사본 B나 D에는 없다. 고로 신공동역 성서에서는 진정성을 의심되는 것으로서 여겨지고 있다. 그러나, 스데파노의 순교 기사는 본절을 전제로 하고 있는 것, 루가의 신학과 그리스도의 정신에 조화를 이루고 있는 것부터, 전통적 해석으로는 진정성을 인정하고 있다.

### 2. 오늘 네가 정녕 나와 함께 낙원에 들어갈 것이다.
예수와 함께 십자가에 걸쳐진 두 명의 죄인 중 한 명이 예수를 '신의 아이라면 자신과 우리들을 구해 보여라'라고 매도한 것에 대해, 또 한 사람이 '우리는 당연한 보답을 받고 있을 뿐이지만, 이 사람은 어떤 죄도 없다'라고 설득해, 한 층 더 예수에 '신의 나라에서 나의 일을 생각해 내 주세요'라고 말을 걸었다. 그에 대한 대답이다.

### 3. 어머니, 이 사람이 어머니의 아들입니다. 이분이 네 어머니시다.
어머니 마리아와 제자 요한에게 한 말로, 요한에게 마리아를 지지하는 것을 의뢰한 것. 이에 의해, 요한이 마리아를 인수하게 되었다.예수의 말을 물은 그 시점부터, 요한은 예수의 본의를 이해하고, 마리아를 따라 십자가의 곁을 떠나고, 예루살렘의 자신의 집에 따라 갔다고 생각된다.

### 4. 나의 하느님, 나의 하느님, 어찌하여 나를 버리셨나이까?
제9시에 그리스도가 큰 소리로 "엘리 엘리 라마 사박다니"(나의 하나님 나의 하나님 어찌하여 나를 버리셨나이까)라고 외쳤다. 큰 소리라는 것은 온 땅에 울려 건너 간다는 의미가 있다. 이 구절은 마가복음 15장 34절과 마태복음 27장 46절에 모두 나타난다. 예수가 외친 아람어 문장이 헬라어로 전사된 것을 보면 마가복음에서는 "엘로이, 엘로이, 라마 사박다니"(Ἐλωΐ, Ἐλωΐ, λαμὰ σαβαχθανί)라고 쓰여 있고 마태복음에서는 "엘리, 엘리, 레마 사박다니"(Ἠλί, Ἠλί, λεμὰ σαβαχθανί)라고 쓰여있는데, 당시 주변의 일부 사람들은 이를 듣고 엘리야를 부르고 있다고 오해했다. 후자는 히브리어를 거쳐 전해진 것이라고 생각되는데, 원래 שבק‎ (šbq)라는 동사는 히브리어에는 없고 아람어에만 있기 때문이다.
한가지 해석은 이것이 시편 22편 1절의 인용이므로, 그 맥락에서 시편이 예언하는 것이 자신임을 드러낸 것이라고 한다. 한편 다른 해석에서는 단순한 시편의 인용이 아니고 신이 예수를 버린 일을 실제로 가리키고 있다고 한다. 이는 전통적으로는 예수가 사실상, 죄인의 대신이 되어 죄의 중재를 받은 것을 나타내는 절규라고 해석된다. 예수가 신을 '아버지'라고 부르지 않고, 심판되는 측에 서서 자기를 죄인과 완전하게 한 데에 합치고, 그 위치에서 신의 심판을 받고 있는 것이라고 여겨진다.

### 5. 목마르다.
예수는 성서를 성취하기 위해서, 이 말을 발표했다. 이는 시편 22편 16절(개역개정 시편 22편 15절), 시편 69편 22절(개역개정 시편 69편 21절) 혹은 시편 42편 3절(개역개정 시편 42편 2절)의 성취라고 생각되고 있다. 이 말을 병사는 육체적인 갈증이라고 이해하고, 신 포도주를 가져왔다.

### 6. 이제 다 이루었다.
로마 병사들이 보낸 신 포도주 받은 직후에, 이 말을 말했다. 이는 구약 성서의 예언을 모두 성취하고, 속죄의 업을 완성했다는 의미이다.

## 같이 보기
- 예수의 십자가형

## 참고 문헌
- 레옹 모리스 저, 야마구치 노보루 역 '신약 성서에서의 십자가', 성서 도서 간행회, 1977년
- 제임스 스토커, 무라오카 타카미츠 역 '그리스도의 최후' 생명의 말사, 1968년